# Cathédrale Saint-Jean-Baptiste de Salto
Cette  cathédrale n’est pas la seule cathédrale Saint-Jean-Baptiste.
La cathédrale Saint-Jean-Baptiste de Salto (en espagnol : catedral de San Juan Bautista de Salto) est une cathédrale catholique située à Salto, en Uruguay. Elle est le siège du diocèse de Salto. Elle est protégée comme monument national (es).

## Historique
Les origines du premier édifice construit à cet endroit remontent à l'Exode oriental (es) de 1811. Cette basilique-cathédrale de style éclectique à prédominance baroque est érigée devant la place Artigas en 1889 d'après les plans de l'architecte salesien Ernesto Vespignani (es). Dédiée à saint Jean-Baptiste, elle est le siège du diocèse de Salto depuis 1939.
L'intérieur de la cathédrale comporte plusieurs peintures de José Luis Zorrilla de San Martín ainsi qu'une statue du Christ en bronze d'Edmundo Pratti.
Le 9 mai 1988, le pape Jean-Paul II visite la cathédrale,.
Le 8 avril 1997, celle-ci est désignée basilique mineure.